# Киевский НИИ гигиены труда и профзаболеваний
Институт медицины труда имени Ю. И. Кундиева (укр. Інститут медицини праці імені Ю. І. Кундієва) — государственное научно-медицинское учреждение Украины.

## История
Киевский институт гигиены труда и профзаболеваний создан на базе лаборатории гигиены труда Киевского окружного здравоохранительного отдела в 1928. После распада СССР, в 1992 переименован в Институт медицины труда. В 1973 на базе института создан Центр гигиены труда в сельском хозяйстве, который сотрудничает с ВОЗ. В 2002 проведён семинар под эгидой UNEP и FAO по внедрению Стокгольмской и Роттердамской конвенций в странах Центральной и Восточной Европы.

## Деятельность
Институт имеет клиническую базу на 80 мест, что позволяет ежегодно проводить обследование и лечение до 2000 больных профессиональными болезнями. В поликлиническом отделении ежегодно получают высококвалифицированную помощь свыше 4500 больных. На базе клиники института работает профпатологический центр Украины, который осуществляет методическое руководство клиниками профессиональных заболеваний профильных НИИ и отделениями профессиональных заболеваний областных больниц, внедрение в практику новых методов диагностики и лечения профессиональных болезней.

### Руководители
Директор института — Владимир Иванович Чернюк, доктор медицинских наук, профессор, член-корреспондент АМН Украины.